# Buscha (Ukraine)
Buscha (ukrainisch Буша; russisch Буша, rumänisch Bușa) ist ein Dorf im Rajon Jampil in der Oblast Winnyzja im Südwesten der Ukraine mit etwa 800 Einwohnern (2021).

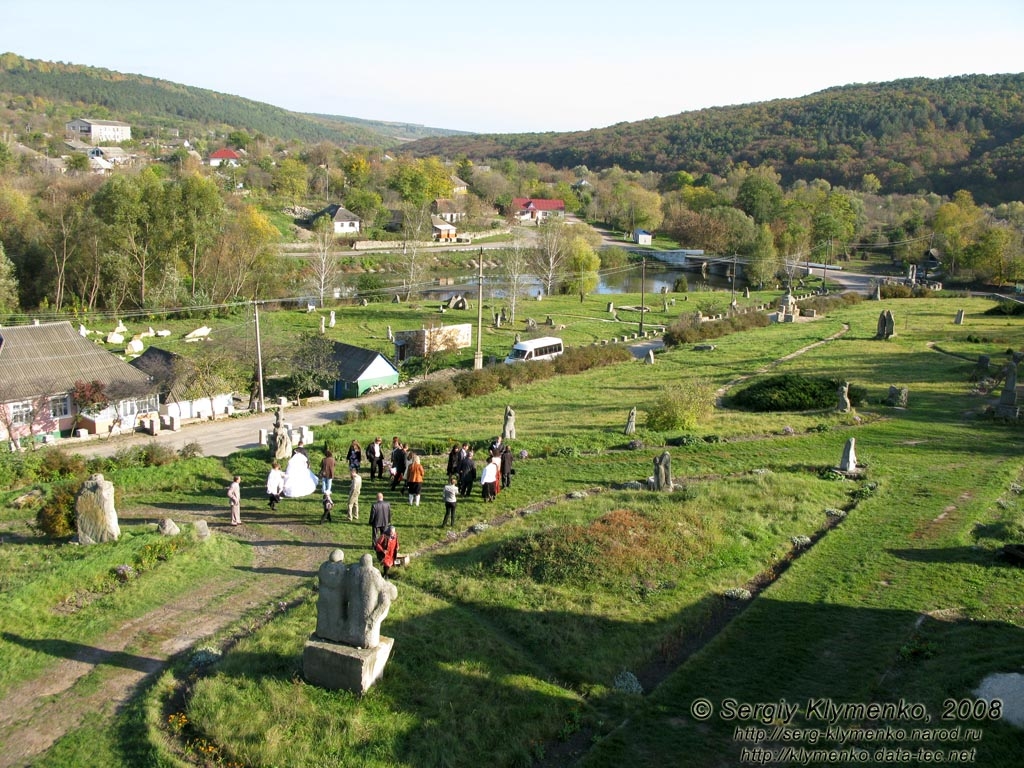
Blick auf den Ort

Das Dorf liegt in Podolien an der Mündung der Buschanka (Бушанка) in die Murafa, die hier die Grenze zur Republik Moldau bildet.
Am 12. Juni 2020 wurde das Dorf ein Teil der neugegründeten Stadtgemeinde Jampil, bis dahin bildete es zusammen mit den Dörfern Derschanka (Держанка), Doroschiwka (Дорошівка) und Sloboda-Buschanka (Слобода-Бушанська) die gleichnamige Landratsgemeinde Buscha (Бушанська сільська рада/Buschanska silska rada) im Westen des Rajons Jampil.
Am 17. Juli 2020 kam es im Zuge einer großen Rajonsreform zum Anschluss des Rajonsgebietes an den Rajon Mohyliw-Podilskyj.

## Geschichte
Dem erstmals im 16. Jahrhundert schriftlich erwähnten Dorf wurde
im frühen 17. Jahrhundert der Status einer Stadt verliehen. Um 1629 hatte diese Stadt ungefähr 2000 Einwohner.
Geschichtliche Bedeutung erlangte Buscha durch den Frieden von Busza, einem Friedensvertrag zwischen Polen-Litauen und dem Osmanischen Reich, der am 23. September 1617 unterzeichnet wurde.
Mitte des 17. Jahrhunderts war Buscha, das zur Woiwodschaft Bracław gehörte, einer administrative Einheit von Polen-Litauen, auch Schauplatz verschiedener Kämpfe zwischen Polen und ukrainischen Kosaken.

### Die Festung

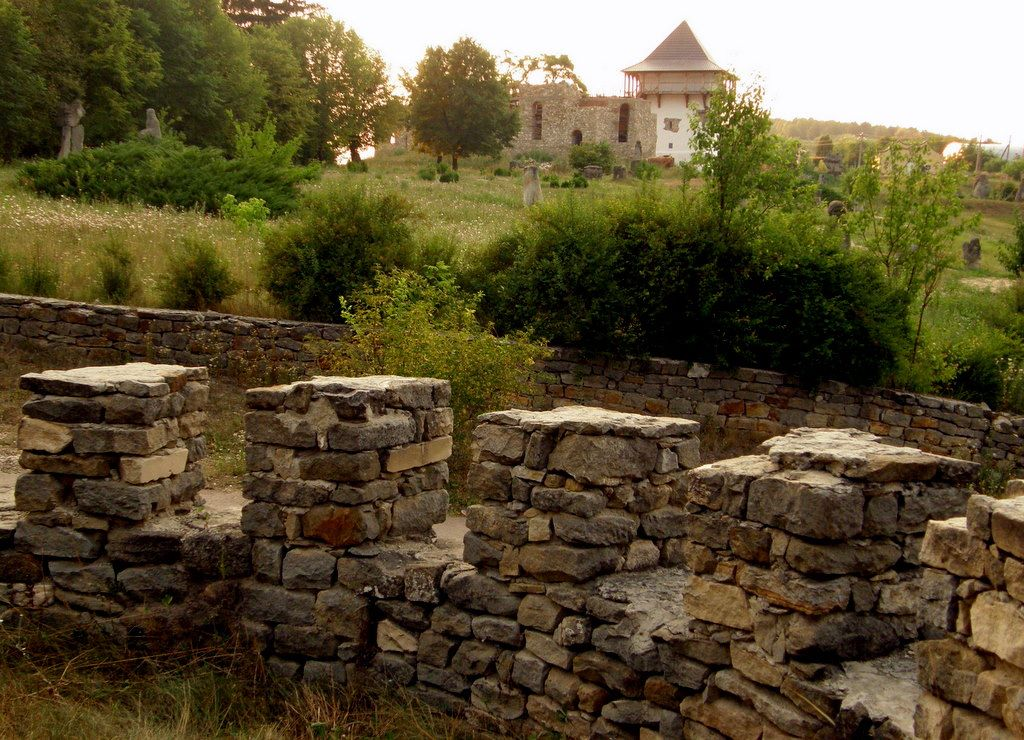
Reste der Festung im archäologischen Park

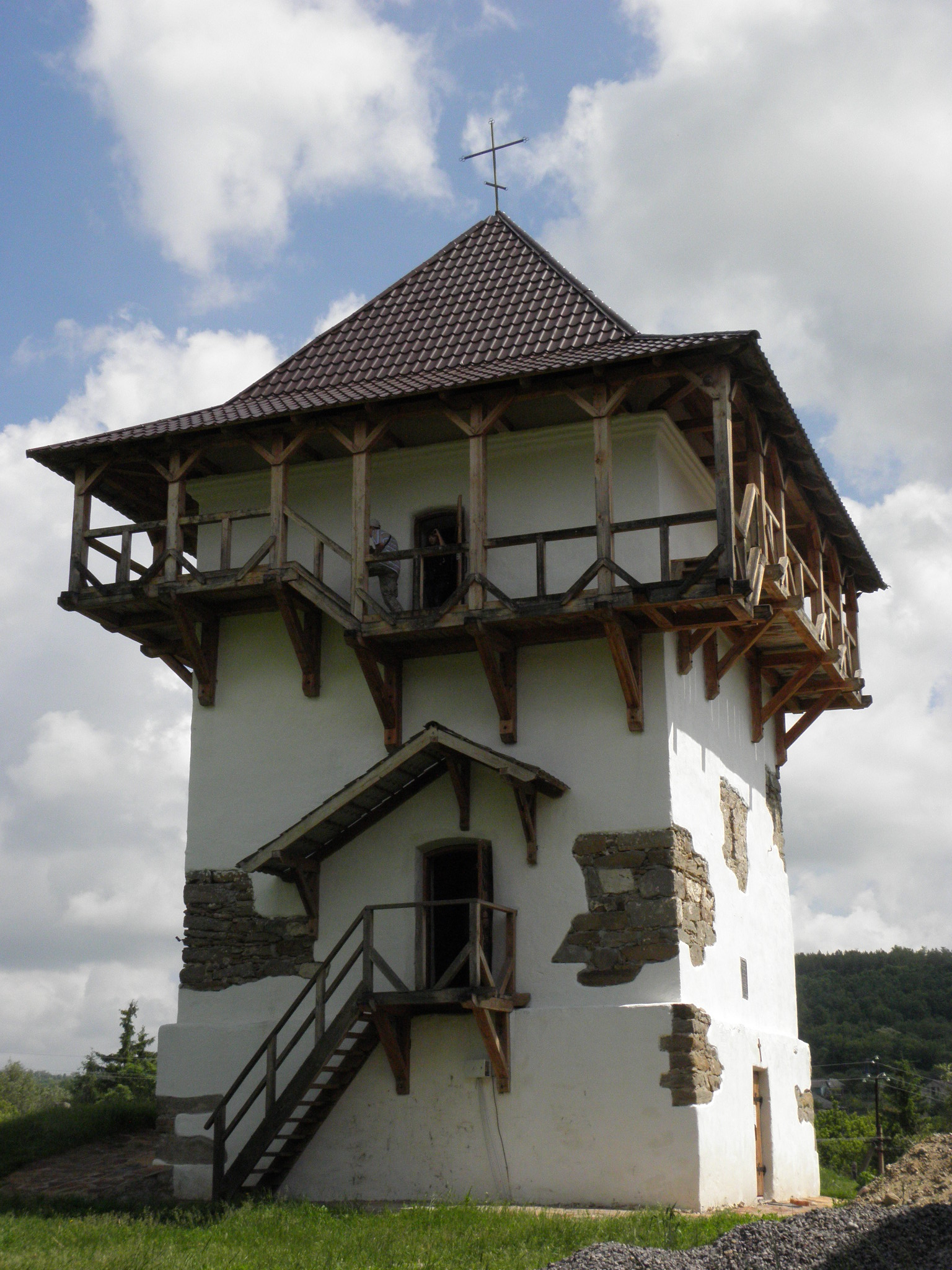
Festungsturm

In der zweiten Hälfte des 17. Jahrhunderts wurde im Zentrum der Stadt eine Festung mit 6 Türmen errichtet, die unter der Herrschaft einer administrativen und militärischen Einheit mit dem Namen Bratslav Regiment stand, das wiederum zum Regiment der ukrainischen Kosaken gehörte.
Während des Krieges der Kosaken gegen Polen unter Bohdan Chmelnyzkyj (1648–1657) wurde die Festung mehrere Male von der polnischen Armee angegriffen. 1654 konnte die Burg den Attacken schließlich nicht mehr Stand halten und wurde komplett zerstört.
Ein Turm ist das einzig übriggebliebene Relikt und lässt die Macht aus vergangenen Tagen nur mehr erahnen.

### Das Ende
Obwohl Buscha mit seiner Festung lange Zeit eine starke Verteidigung für die ukrainischen Kosaken bildete, als man beispielsweise im März 1654 einen Angriff von ungefähr 3000 polnischen Soldaten erfolgreich abgewehrt hatte, wurde die Festung im November desselben Jahres durch eine 60.000-Mann starke polnische Armee, während des Russisch-Polnischen Krieges zerstört.
Ungefähr 70 Frauen konnten gemeinsam mit ihren Kindern aus der Festung fliehen und suchten Schutz in einer anderen, nahegelegenen Burg. Die Polen beschlossen, ihnen nicht zu folgen, da deren Armee durch den nie endenden Widerstand der Festungsbewohner bereits erheblich geschwächt war.
Nachdem die Festung zerstört worden war, wurde Buscha bald der Stadtstatus aberkannt.

## Sozialer und kultureller Hintergrund
Historische Ansiedlungen um Buscha gehen auf verschiedene historische Zivilisationen zurück, wie die Cucuteni-Tripolje-Kultur (um das 11. Jahrhundert v. Chr.), die Skythen (4800–3000 v. Chr.) und die Chernyakhov-Kultur (2.–5. Jahrhundert n. Chr.). Von 400 bis 800 n. Chr. erreichten alte ostslawische Stämme während der großen Völkerwanderung das Gebiet um Buscha.
Im Jahr 1629 lebten ca. 2000 Menschen in der Stadt.
Die Podillaregion, in der sich Buscha befindet, bewohnten sowohl Ukrainer, Polen, Rumänen und Armenier, als auch Deutschstämmige. Neben der Ukrainischen griechisch-katholischen und der orthodoxen Kirche, ist hier auch ein Teil der jüdischen Gemeinschaft der Ukraine vorzufinden, die laut World Jewish Congress die drittgrößte jüdische Gemeinschaft Europas darstellte.
Kulturelle Hinterlassenschaften in Buscha beinhalten:
- einen heidnischen Tempel aus dem 5. Jahrhundert
- Ruinen der Festung mitsamt Rathaus und einem alten Stadtturm
- ein alter Friedhof aus dem 18. Jahrhundert
- vier archäologische Anlagen aus Tripolje-Kultur, Bronzezeit, Eisenzeit und der Zeit der Skythen[8]

Des Weiteren sind ein Park mit neo-völkischen Skulpturen, sowie außergewöhnliche Höhlen, die nahe dem Dorf gefunden werden können. Sie waren bis ins 20. Jahrhundert mit Sand bedeckt und wurden deshalb erst kürzlich entdeckt.
Sogar der Dalai Lama besuchte die Stätte und beschrieb sie als einen sehr speziellen Ort, an dem die Erde mit Gott und dem Universum verbunden sein soll.
Heute zählt das Dorf 850 Einwohner. Agrotourismus in Form von Ökotourismus stieg in der Region über die letzten Jahre merklich.